# Science-Fiction-Jahr 1943
Übersicht

◄◄ | ◄ | 1939 | 1940 | 1941 | 1942 | Science-Fiction-Jahr 1943 | 1944 | 1945 | 1946 | 1947 | ► | ►►

Weitere Ereignisse

## Neuerscheinungen Literatur
| Deutscher Titel | Deutschsprachiges Erscheinungsjahr | Originaltitel | Autor       | Anmerkungen |
| --------------- | ---------------------------------- | ------------- | ----------- | ----------- |
| Perelandra      | 1957                               | Perelandra    | C. S. Lewis |             |

## Neuerscheinungen Filme
| Deutscher Titel                       | Deutschsprachiges Erscheinungsjahr | Originaltitel                   | Regie             | Anmerkungen |
| ------------------------------------- | ---------------------------------- | ------------------------------- | ----------------- | ----------- |
| Frankenstein trifft den Wolfsmenschen | 2004                               | Frankenstein Meets the Wolf Man | Roy William Neill |             |
|                                       |                                    | The Mad Ghoul                   | James P. Hogan    |             |

## Neuerscheinungen Fernsehserien
| Deutscher Titel  | gesendet | Originaltitel | Episoden | Staffeln | Anmerkungen |
| ---------------- | -------- | ------------- | -------- | -------- | ----------- |
| Batman und Robin | 1943     | Batman        | 12       | 1        |             |

## Geboren
- Chris Boyce († 1999)
- Chris Bunch († 2005)
- William R. Burkett jr.
- Allan Cole († 2019)
- György Dalos
- David Dvorkin
- Dirk C. Fleck
- Joe Haldeman
- Ulrich D. Harbecke
- Cecelia Holland
- William Kotzwinkle schrieb E. T. (Vorlage für den Film E.T. – Der Außerirdische)
- Michail Krausnick († 2019)
- Rolf W. Liersch
- Jan Mark, Pseudonym von Janet Marjorie Brisland († 2006)
- Angus McAllister
- Helmuth W. Mommers
- Michael Morgental
- Christopher Priest († 2024)
- Hans-Jürgen Raben († 2023)
- Lucius Shepard († 2014)
- Peter Straub († 2022)
- Bernd Ulbrich
- Ian Watson
- Emil Zopfi

## Gestorben
- Gottfried Doehler (Pseudonym Fritz Hoelder; * 1863)
- Hanns Heinz Ewers (* 1871)
- Abraham Merritt (* 1884)
- Georg Rothgießer (* 1858)
- Adolf Sommerfeld (* 1870)